# ニコラ・ル・リッシュ
ニコラ・ル・リッシュ（Nicolas Le Riche, 1972年1月29日 - ）は、フランスのバレエ・ダンサー。
1982年、パリ・オペラ座付属バレエ学校に入学。1988年に入団しカドリーユとなる。1989年にコリフェ、1990年スジェと昇進し、1991年にプルミエ・ダンスールとなる。当時の芸術監督ルドルフ・ヌレエフに「ロミオとジュリエット」のロミオ役に抜擢された。以降着実に大役を務め、1993年に「ジゼル」でアルブレヒト役を踊り、エトワールに任命された。
2000年以降、芸術文学勲爵士となり、世界の名だたるバレエ団とともに踊る。パリ・オペラ座バレエ団の海外ツアーにも参加し、振付家としても2005年に「カリギュラ」を発表。2006年バレエ映画「オーロラ」で、マルゴ・シャトリエの相手役を演じた。
2014年7月9日のガラ公演にて、パリ･オペラ座より引退した。
妻はオペラ座のエトワール、クレールマリ・オスタ。